# Urugwaj na Letnich Igrzyskach Olimpijskich 2008
Reprezentacja Urugwaju na letnich igrzyskach olimpijskich w 2008 roku w Pekinie liczyła 12 zawodników. Był to dziewiętnasty start Urugwaju na letnich igrzyskach olimpijskich.

## Wyniki reprezentantów Urugwaju

### Kolarstwo
Mężczyźni
| Zawodnik       | Konkurencja     | Punkty | Miejsce |
| -------------- | --------------- | ------ | ------- |
| Milton Wynants | wyścig punktowy | 5      | 16      |

### Lekkoatletyka
Mężczyźni
| Zawodnik     | Konkurencja   | Eliminacje | Eliminacje | Ćwierćfinał                  | Ćwierćfinał                  | Półfinał                     | Półfinał                     | Finał                        | Miejsce                      |
| Zawodnik     | Konkurencja   | Wynik      | Miejsce    | Wynik                        | Miejsce                      | Wynik                        | Miejsce                      | Wynik                        | Miejsce                      |
| ------------ | ------------- | ---------- | ---------- | ---------------------------- | ---------------------------- | ---------------------------- | ---------------------------- | ---------------------------- | ---------------------------- |
| Heber Viera  | bieg na 200 m | 20.93      | 6          | Odpadł z dalszej rywalizacji | Odpadł z dalszej rywalizacji | Odpadł z dalszej rywalizacji | Odpadł z dalszej rywalizacji | Odpadł z dalszej rywalizacji | Odpadł z dalszej rywalizacji |
| Andrés Silva | bieg na 400 m | 46.34      | 5          | Odpadł z dalszej rywalizacji | Odpadł z dalszej rywalizacji | Odpadł z dalszej rywalizacji | Odpadł z dalszej rywalizacji | Odpadł z dalszej rywalizacji | Odpadł z dalszej rywalizacji |

Kobiety
| Zawodniczka    | Konkurencja   | Eliminacje | Eliminacje | Półfinał                      | Półfinał                      | Finał                         | Miejsce                       |
| Zawodniczka    | Konkurencja   | Wynik      | Miejsce    | Wynik                         | Miejsce                       | Wynik                         | Miejsce                       |
| -------------- | ------------- | ---------- | ---------- | ----------------------------- | ----------------------------- | ----------------------------- | ----------------------------- |
| Marcela Britos | bieg na 800 m | 2:08.98    | 8          | Odpadła z dalszej rywalizacji | Odpadła z dalszej rywalizacji | Odpadła z dalszej rywalizacji | Odpadła z dalszej rywalizacji |

### Pływanie
Mężczyźni
| Zawodnik          | Konkurencja       | Eliminacje | Eliminacje | Półfinał                     | Półfinał                     | Finał                        | Miejsce                      |
| Zawodnik          | Konkurencja       | Wynik      | Miejsce    | Wynik                        | Miejsce                      | Wynik                        | Miejsce                      |
| ----------------- | ----------------- | ---------- | ---------- | ---------------------------- | ---------------------------- | ---------------------------- | ---------------------------- |
| Martín Kutscher   | 100m st. dowolnym | 50.08      | 42         | Odpadł z dalszej rywalizacji | Odpadł z dalszej rywalizacji | Odpadł z dalszej rywalizacji | Odpadł z dalszej rywalizacji |
| Martín Kutscher   | 200m st. dowolnym | 1:49.61    | 36         | Odpadł z dalszej rywalizacji | Odpadł z dalszej rywalizacji | Odpadł z dalszej rywalizacji | Odpadł z dalszej rywalizacji |
| Francisco Picasso | 50m st. dowolnym  | 23.01      | 51         | Odpadł z dalszej rywalizacji | Odpadł z dalszej rywalizacji | Odpadł z dalszej rywalizacji | Odpadł z dalszej rywalizacji |

Kobiety
| Zawodniczka         | Konkurencja         | Eliminacje | Eliminacje | Półfinał                      | Półfinał                      | Finał                         | Miejsce                       |
| Zawodniczka         | Konkurencja         | Wynik      | Miejsce    | Wynik                         | Miejsce                       | Wynik                         | Miejsce                       |
| ------------------- | ------------------- | ---------- | ---------- | ----------------------------- | ----------------------------- | ----------------------------- | ----------------------------- |
| Antonella Scanavino | 100m st. motylkowym | 1:04.28    | 48         | Odpadła z dalszej rywalizacji | Odpadła z dalszej rywalizacji | Odpadła z dalszej rywalizacji | Odpadła z dalszej rywalizacji |

### Strzelectwo
Kobiety
| Zawodniczka     | Konkurencja                | Kwalifikacje | Kwalifikacje | Finał                         | Finał                         | Miejsce                       |
| Zawodniczka     | Konkurencja                | Punkty       | Miejsce      | Punkty                        | Miejsce                       | Miejsce                       |
| --------------- | -------------------------- | ------------ | ------------ | ----------------------------- | ----------------------------- | ----------------------------- |
| Carolina Lozado | pistolet pneumatyczny 10 m | 367          | 43           | Odpadła z dalszej rywalizacji | Odpadła z dalszej rywalizacji | Odpadła z dalszej rywalizacji |

### Wioślarstwo
Mężczyźni
| Zawodnicy                                 | Konkurencja                  | Eliminacje | Eliminacje | Repasaże | Repasaże       | Ćwierćfinał | Ćwierćfinał    | Półfinał | Półfinał  | Finał   | Miejsce |
| Zawodnicy                                 | Konkurencja                  | Czas       | Miejsce    | Czas     | Miejsce        | Czas        | Miejsce        | Czas     | Miejsce   | Czas    | Miejsce |
| ----------------------------------------- | ---------------------------- | ---------- | ---------- | -------- | -------------- | ----------- | -------------- | -------- | --------- | ------- | ------- |
| Leandro Salvagno Rattaro                  | jedynka                      | 7:52.53    | 4 Q        |          |                | 7:26.85     | 6 Półfinał C/D | 7:32.83  | 4 Finał D | 7.04.13 | 19      |
| Rodolfo Collazo Tourn Ángel Javier García | dwójka podwójna wagi lekkiej | 6:25.86    | 4 R        | 6:46.98  | 3 Półfinał C/D |             |                | 6:33.49  | 2 Finał C | 6:30.61 | 15      |

### Żeglarstwo
Mężczyźni
| Zawodnik         | Konkurencja | Wyścig | Wyścig | Wyścig | Wyścig | Wyścig | Wyścig | Wyścig | Wyścig | Wyścig | Wyścig | Wyścig | Punkty | Miejsce |
| Zawodnik         | Konkurencja | 1      | 2      | 3      | 4      | 5      | 6      | 7      | 8      | 9      | 10     | 11     | Punkty | Miejsce |
| ---------------- | ----------- | ------ | ------ | ------ | ------ | ------ | ------ | ------ | ------ | ------ | ------ | ------ | ------ | ------- |
| Alejandro Foglia | Laser       | 12     | 27     | 33     | 7      | 36     | 4      | 6      | 26     | 18     | CAN    |        | 133    | 17      |